# Zelotes birmanicus
Zelotes birmanicus är en spindelart som först beskrevs av Simon 1884. Zelotes birmanicus ingår i släktet Zelotes och familjen plattbuksspindlar.
Artens utbredningsområde är Myanmar. Inga underarter finns listade i Catalogue of Life.